# Фазовий аналіз
Фазовий аналіз (рос. фазовый анализ, англ. phase analysis, нім. Phasenanalyse f) — визначення хімічного складу і кількості окремих фаз у гетерогенних системах чи індивідуальних форм сполук елементів у рудах, сплавах, напівпровідниках та ін. Об'єктом фазового аналізу завжди є тверде тіло.

## Приклади
- У гірництві — визначення вмісту та розподілу видів хімічних сполук окремих хімічних елементів (мінералів), які складають основні компоненти корисної копалини. Здійснюється сукупністю фізичних та хімічних методів (з вибірковим розчиненням проби у різних розчинниках). Зокрема для фазового аналізу використовують фіз. методи, перш за все рентгенографічний фазовий аналіз, електронографію, а також електронно-зондові методи, методи емісійного спектрального аналізу, резонансні методи (напр., ядерний магнітний резонанс). Тривалий час осн. методом фазового аналізу в гірничій промисловості був процес вибіркового хім. розчинення з допомогою кислот, лугів, солей, окиснювально-відновлювальних реагентів і комплексоутворювальних речовин.

- Фазовий аналіз використовують зокрема при геолого-розвідувальних роботах, для розробки раціональних технологій флотаційного і гідрометалургійного розділення та збагачення гірничо-хімічної сировини.